# Espuma reticulada
La espuma reticulada ('Reticulado' significa como una red) es una espuma sólida muy porosa y de baja densidad. Las espumas reticuladas son espumas extremadamente abiertas, es decir, hay pocas burbujas o ventanas de celda intactas, si es que hay alguna. Por el contrario, la espuma formada por pompas de jabón está compuesta únicamente por burbujas intactas (completamente encerradas). En una espuma reticulada solo quedan los límites lineales donde se encuentran las burbujas (bordes de Plateau).

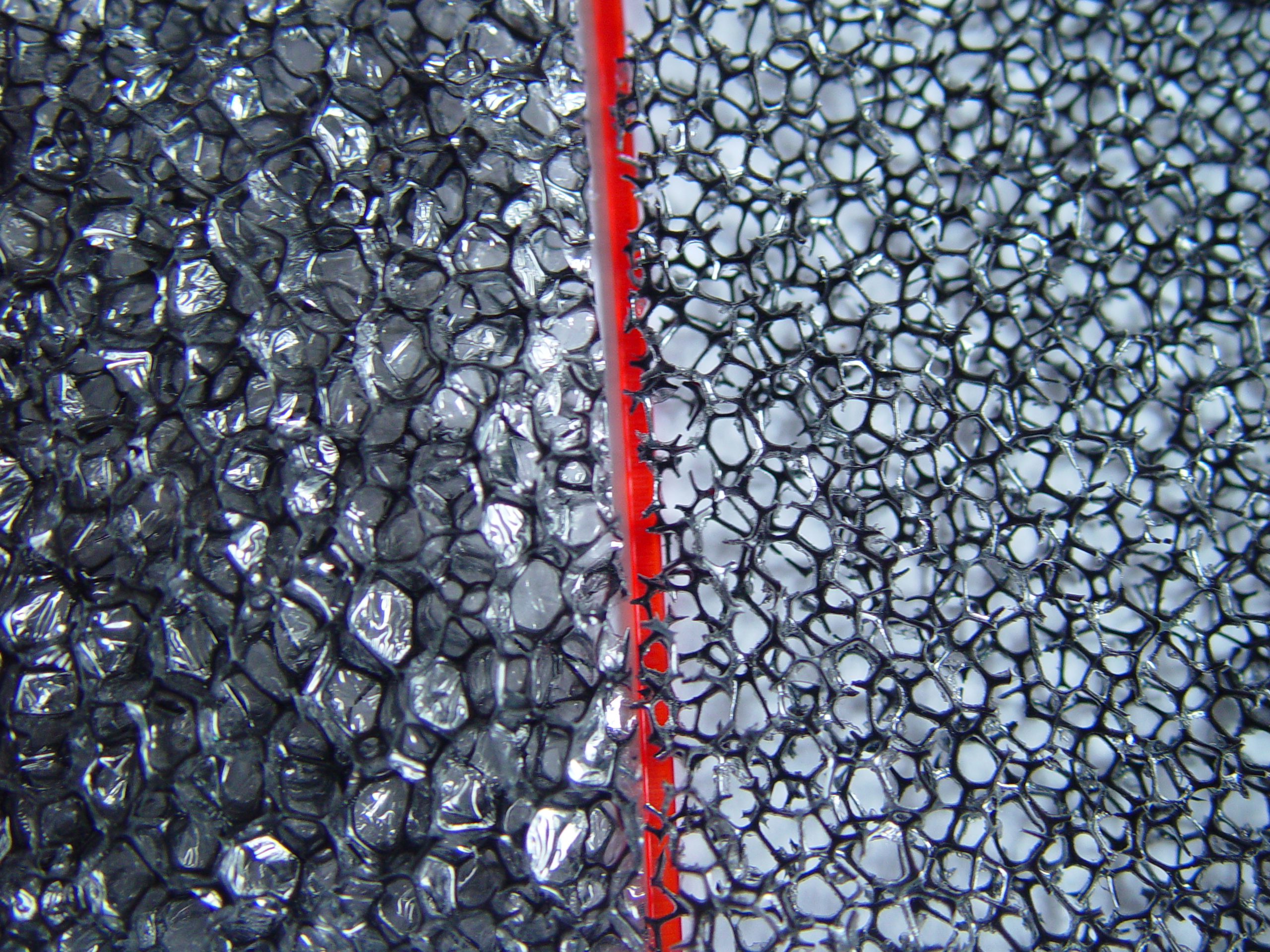
Espuma antes de la reticulación (izquierda), después de la reticulación (derecha)

El componente sólido de una espuma reticulada puede ser un polímero orgánico como el poliuretano, una cerámica o un metal. Estos materiales se utilizan en una amplia gama de aplicaciones donde se necesita una alta porosidad y una gran superficie, incluidos filtros, soportes de catalizador, inserciones de tanques de combustible y cubiertas de altavoces.

## Estructura y propiedades

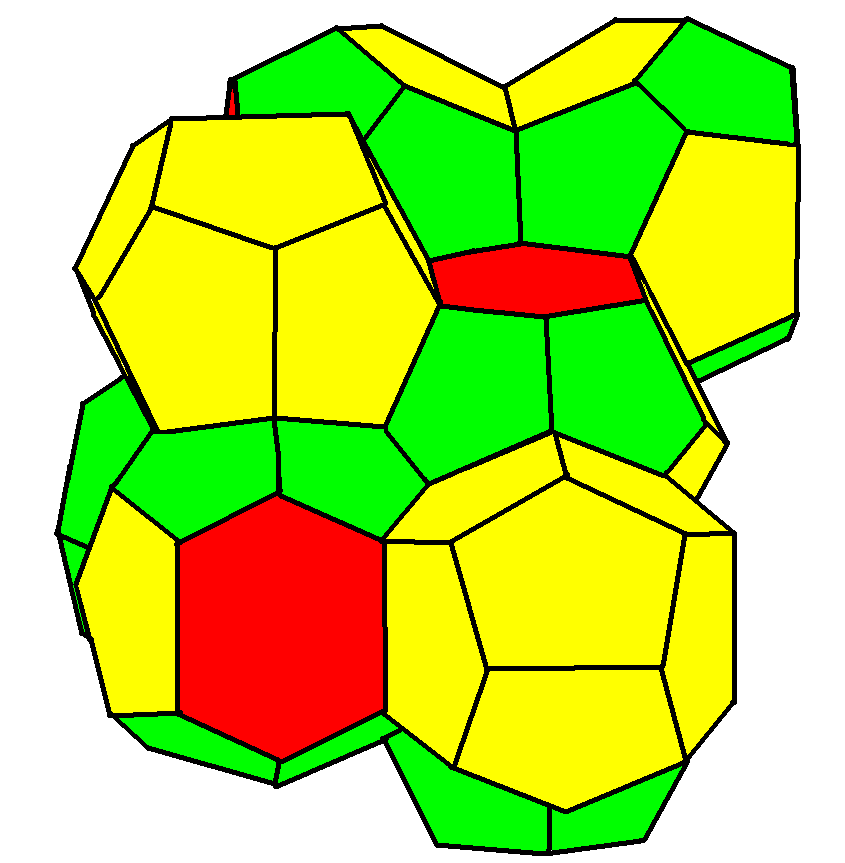
Estructura de Weaire-Phelan

Todavía se está desarrollando una descripción de la estructura de las espumas reticuladas. Si bien las leyes de Plateau, las reglas que rigen la forma de las películas de jabón en espumas se desarrollaron en el siglo XIX, aún se debate una descripción matemática de la estructura. La estructura Weaire-Phelan generada por computadora es la más reciente. En una espuma reticulada solo quedan los bordes de los poliedros; faltan las caras. En la espuma reticulada comercial, se elimina hasta el 98% de las caras. El dodecaedro a veces se da como unidad básica para estas espumas, pero la forma más representativa es un poliedro con 13 caras. El tamaño de la celda y la distribución del tamaño de la celda son parámetros críticos para la mayoría de las aplicaciones. La porosidad es típicamente del 95%, pero puede llegar al 98%. La reticulación afecta muchas de las propiedades físicas de una espuma. Normalmente, la resistencia a la compresión disminuye mientras que las propiedades de tracción como el alargamiento y la resistencia al desgarro aumentan.

## Producción
A Robert A. Volz se le atribuye el descubrimiento del primer proceso para fabricar espuma de poliuretano reticulado en 1956 mientras trabajaba para Scott Paper Company. La producción de espuma de poliuretano reticulada es un proceso de dos pasos que comienza con la creación de espuma de poliuretano convencional (celda cerrada), después de lo cual se eliminan las caras de las celdas (o "ventanas"). Para ello, se aprovecha el hecho de que la mayor superficie y menor masa de las caras de las celdas en comparación con los puntales (o bordes) de las celdas las hace mucho más susceptibles tanto a la combustión como a la degradación química. Por lo tanto, la espuma de celda cerrada se llena con un gas combustible como el hidrógeno y se enciende en condiciones controladas, o se expone a una solución de hidróxido de sodio para degradar químicamente la espuma, lo que eliminará las ventanas de las celdas sin afectar los bordes.
Las espumas cerámicas reticuladas se fabrican recubriendo una espuma de poliuretano reticulado con una suspensión acuosa de un polvo cerámico y luego calentando el material para primero evaporar el agua, luego fusionar las partículas cerámicas y finalmente quemar el polímero orgánico.
La espuma de metal reticulado también se puede hacer usando espuma de poliuretano como plantilla similar a su uso en espumas cerámicas. Los metales se pueden depositar al vapor sobre la espuma de poliuretano y luego el polímero orgánico se quema.

## Aplicaciones
Las espumas reticuladas se utilizan donde la porosidad, el área superficial y la baja densidad son importantes.
- Marionetas (como los cuerpos/caras/manos de Los Muppets)
- Almohadillas humidificadoras
- Filtros de aire acondicionado[9]
- Depuradores
- Filtros cerámicos para filtrar metal fundido
- Filtros para vehículos y bacterias
- Rejillas de altavoz
- Mascarilla y almohadillas
- Aplicadores de betún y cosméticos
- Cartuchos de inyección de tinta
- Acuicultura (purificación de agua)[10]
- Llenado anti-salpicaduras en tanques de combustible para aviones (como el A-10 Thunderbolt II)[11] y autos de carrera[12]